# 센트럴 리그 (뉴질랜드)
센트럴 리그(Central League)는 뉴질랜드 북섬 남부와 중부에 위치한 캐피탈 풋볼이 운영하는 축구 리그로 2021년부터 뉴질랜드 내셔널리그의 아래인 뉴질랜드 축구의 2부 리그를 담당하고 있으며 2020-21 시즌을 끝으로 폐지된 뉴질랜드 풋볼 챔피언십을 대체하여 설립되었다.